# 石帆惟衍
石帆惟衍（せっぱん いえん、生没年不詳）は、宋代に活動した臨済宗松源派の僧匠である。松源下3世。

## 生涯
生年、生地ともに不詳。記録に乏しく余り多くの事績が伝わらないが、運庵普巌の法嗣として能仁寺、浄慈寺ならびに天童寺といった名藍の住持となったことが知られており、当代の禅傑であった。北条時宗の請に応じて法嗣の西礀子曇を派遣している。没年は不詳であるが、浄慈寺の次代である環渓惟一が就任した咸淳9年3月11日（1273年3月31日）以前とみられている。その墨蹟は日本に伝わり、重要文化財に指定されている。